# Max Holzmann
Max Holzmann (* 31. März 1899 in Zürich; † 27. Januar 1994 ebenda, reformiert, heimatberechtigt in Zürich) war ein Schweizer Kardiologe.

## Leben
Max Holzmann kam am 31. März 1899 in Zürich als Sohn des Arztes Moritz Holzmann und der Anna Helena geborene Lerch zur Welt. Max Holzmann nahm ein Studium der Medizin in Zürich und Lausanne auf, das er 1923 mit dem Erwerb des akademischen Grades eines Dr. med. abschloss. Daran anschliessend war Holzmann als Assistenzarzt in Wien, Paris und an der Universitätsklinik in Zürich angestellt. Seit 1932 war er als Konsiliarius der Klinik neben der Leitung einer kardiologischen Privatpraxis tätig.
Zudem lehrte Holzmann zwischen 1959 und 1969 als Privatdozent und Titularprofessor an der Universität Zürich. Ferner fungierte er im Jahr 1948 als Mitbegründer der Schweizerischen Gesellschaft für Kardiologie, der er von 1952 bis 1955 auch als Präsident vorstand.
Max Holzmann heiratete im Jahr 1931 die Zürcherin Elisa, Tochter des Emil Rüegg. Er verstarb am 27. Januar 1994 zwei Monate vor Vollendung seines 95. Lebensjahres in Zürich.

## Wirken
Max Holzmann publizierte mehr als hundert Arbeiten über Radiologie und Elektrokardiographie. Holzmann erwarb sich vor allem Verdienste um die Förderung der Methode der Elektrokardiographie.

## Lehrbuch
- Klinische Elektrokardiographie, 1945, 5. Auflage 1965

## Ehrung
- 1955 wurde Max Holzmann für sein Lehrbuch und Lebenswerk mit dem Marcel-Benoist-Preis ausgezeichnet